# Benjamin Moïse
Pour les articles homonymes, voir Moïse.
Benjamin Moise, dit Benzo (né le 17 décembre 1952 à Saint-Claude) est un écrivain enseignant, conteur, acteur et musicien guadeloupéen.

## Biographie
Il écrit en français et en créole de Guadeloupe. Il participe à de nombreuses productions théâtrales, programmes pour enfants, festivals, contes, livres d'apprentissage de la langue créole. Il habite à Capesterre-Belle-Eau en Guadeloupe.
Le 26 avril 2023, il co-dirige, avec le comédien et metteur en scène Claude Lafont dit Mano, une pièce de théâtre sur le thème du harcèlement avec la troupe du théâtre Les Magnifiques au complexe cinématographique de Dothémare, aux Abymes.

## Œuvres
- 1995 : Dictionnaires d'expressions par mots et d'expressions de vocabulaire par thèmes (avec Marie-Noëlle Recoque)
- Collection Benzo raconte : 
  - 1999 : Compère Lapin, compte rekey  (ISBN 978-2-84450-056-4)
  - 2000 : Mano et autres contes  (ISBN 978-2-84450-077-9)
  - 2000 : Ti-Jean  (ISBN 978-2-84450-088-5)
  - 2003 : Zazout  (ISBN 978-2-84450-187-5)
  - 2002 : Une longue vie à mes côtés, suivi de Ma campagne d'autrefois, entretien de Serge Colot et Diana Ramassamy  (ISBN 978-2-84450-166-0)
  - 2012 : Benzo raconte, 34 comptes  (ISBN 978-2-84450-412-8)
- 2005 : Styles et règles pour apprendre à lire et à écrire les créoles  (ISBN 978-2-84450-259-9)

- Méthode en ligne d'apprentissage du créole [2]